# Magnus IV de les Òrcades
Magnus Magnusson va ser earl de les Òrcades del 1273 al 1284. El 1284 es va unir amb altres nobles escocesos que van reconèixer Margarida de Noruega com l'hereva d'Alexandre. Va néixer cap a l'any 1235 a les illes Òrcades. Va morir cap al 1284 als 50 anys.